# Копьё Лонгина
Копьё Лонги́на (лат. Sacra Lancea, нем. Heilige Lanze) — одно из Орудий Страстей, пика, которую римский воин Лонгин вонзил в подреберье Иисуса Христа, распятого на кресте. Как и все Орудия Страстей, копьё является  одной из величайших реликвий христианства.

## Евангельские и апокрифические свидетельства
В Новом Завете эпизод прободения тела Христа копьём содержится только в Евангелии от Иоанна: «один из воинов копьём пронзил Ему ребра, и тотчас истекла кровь и вода» (Ин. 19:34). Согласно евангельскому рассказу, безымянный воин пронзил копьём уже мёртвого Иисуса (это утверждение было расценено как неправдоподобное у известного античного критика христианства — Цельса).
В апокрифической литературе самое раннее упоминание этого эпизода встречается в Евангелии от Никодима (предположительно IV век). Пронзивший тело Иисуса римский солдат назван в этом апокрифе по имени «сотник Лонгин».

### Толкование богословов
Блаженный Августин в «Толковании на Евангелие от Иоанна» (XIX, 34) писал, что, подобно тому как из ребра спящего Адама была сотворена Его невеста, Ева, из раны в боку спящего смертным сном Христа была создана Его невеста, Церковь. По Августину, вода и кровь — символы святых таинств Крещения и Евхаристии (в воспоминание этого перед совершением Евхаристии в Латинской церкви во время оффертория, а на Востоке — во время проскомидии в вино добавляется вода). В трактате «О Граде Божием» (XV, 26) Августин соотнёс рану в боку Иисуса с дверью Ноева ковчега, сделанной, по божественному указанию, «с боку его» (Быт 6:16) — «через эту дверь входят все, приходящие к Нему, поскольку из неё истекли таинства». В богослужении Православной церкви используется копие — обоюдоострый нож для изъятия частиц из просфор, который символизирует копьё Лонгина.

### В христианском искусстве
Одно из самых ранних изображений сцены распятия — миниатюра из Евангелия Рабулы, иллюминированной сирийской рукописи VI века — включает и имя солдата, надписанное над его головой по-гречески в изменённой форме Логин, ΛΟΓΙΝΟС (не исключено, однако, что имя могло быть добавлено в миниатюру позднее).

## Антиохское копьё
Арабский историк Ибн аль-Асир писал:
Был среди франков Боэмонд, их предводитель, но был ещё один очень хитрый монах, который уверил их, что в Кусьяне, большом здании в Антиохии, зарыто копьё мессии, мир его праху. Он сказал им: «Если вы найдёте его, вы победите, в противном случае — это равносильно смерти». А перед этим он закопал копьё в земле Кусьяна и уничтожил все следы. Он велел франкам поститься и каяться три дня. На четвёртый день он позволил им войти в здание вместе со слугами и ремесленниками, которые всё раскопали и нашли копьё. Тогда монах воскликнул: «Радуйтесь, победа обеспечена!»

## Артефакты, претендующие называться «Копьём судьбы»
В различных церквях мира хранятся несколько реликвий, которые считаются копьём Лонгина, либо его фрагментом. С целью установления возраста, наиболее соответствующего евангельскому времени, учёными проводятся экспертизы.

### Армянское копьё
Эта реликвия находится в Армении и с XIII века хранится в сокровищнице Эчмиадзинского монастыря. До этого копьё находилось в Гегардаванке (в переводе с армянского «Монастырь копья»), куда было принесено, как считается, апостолом Фаддеем.

### Ватиканское копьё
Хранится в Базилике Святого Петра в Риме. Оно отождествляется с копьём, хранившимся в Константинополе, а прежде в Иерусалиме, по крайней мере с VI века.

Первое упоминание о копье встречается у пилигрима, известного как Антоний из Пьяченцы (570), который, совершив паломничество в Иерусалим, написал, что в храме Святого Сиона он видел «…терновый венец, которым был увенчан наш Господь, и копьё, которым он был пронзён». В 614 году Иерусалим был захвачен персами, к ним же попали и все Страстные реликвии. Согласно Пасхальной хронике наконечник копья был отломан, и в том же 614 году оказался в Константинополе, где с тех пор хранился сначала в храме Святой Софии, а позже в церкви Фаросской Богоматери вместе с другими святынями христианства. Впрочем, по другим сообщениям, копьё продолжало оставаться в Иерусалиме на галереях
храма Гроба Господня. Епископ Аркульф, побывавший на Святой земле около 670 года, говорил следующее: «…копие находится вделанным в деревянный крест в портике базилики Константина; древко этого копья расколото на две части…», то же видел и византийский паломник первой половины IX века Епифаний: «А между темницей и распятием есть двери святого Константина… Здесь же лежат Копие, и Губка, и Трость…». После IX века сведений о нахождении копья в Иерусалиме в источниках нет.
В Константинополе оно оставалось до 1492 года, когда было подарено султаном папе Иннокентию VIII, увезено в Рим и помещено в соборе Святого Петра. В настоящее время фрагмент копья находится в капелле этого собора над статуей святой Вероники и демонстрируются в пятое воскресенье Великого поста.

### Венское копьё
Венское копьё ведёт свою историю со времен Оттона I (912—973 годы). Оно характеризуется вкраплением металла, считающимся гвоздём с распятия. Копьё вместе с другими атрибутами императорской власти с конца XVIII века хранится в палате сокровищ Венского дворца. В 1938 году, после аннексии Австрии, обербургомистр Нюрнберга Либель (нем. Willy Liebel) перенес из Венского дворца атрибуты императорской власти, которые он выставлял в течение года в церкви святой Катарины. Обстоятельства перевоза атрибутов императорской власти из Вены в Нюрнберг и их возвращение Австрии генералом Джорджем Паттоном, обросли многочисленными легендами.
Благодаря этому, копьё является важной составной частью современной мифологии, возникшей вокруг замка Вевельсбург.

### Краковское копьё
После исследования оказалось копией венского копья.
- Зарисовка ватиканского копья
- Венская реликвия в нынешнем виде с золотыми накладками
- Венское копьё со снятыми золотыми накладками
- Краковское копьё, официально признанное копией венского, но при этом несколько отличающееся от него по форме
- Армянское копьё

## Жан Кальвин о копьях Лонгина
Жан Кальвин в богословском сочинении Трактат о реликвиях 1543 года, посвященном подлинности многих христианских реликвий, включая как мощи, так и контактные реликвии, находящихся в храмах и монастырях Западной церкви, сообщает о четырёх известных ему копьях, имеющихся в разных храмах и претендующих на подлинное Копьё Лонгина: одно в Риме, другое в Сент-Шапель в Париже, третье в аббатстве Теналь в Сентонже; четвертое в Сельве, недалеко от Бордо.

## В искусстве

### В музыке
- Копьё страстей фигурирует в опере немецкого композитора Рихарда Вагнера «Парсифаль».

### В литературе
- Копьё Лонгина упоминается в трилогии Гарри Гаррисона «Путь короля».
- Повесть Маркуса Седжвика по мотивам сериала «Доктор Кто» называется «Копьё Судьбы», и именно вокруг этого артефакта строится её сюжет.
- Копьё Судьбы является главным артефактом, вокруг которого развивается сюжет в романе Джеймса Паттерсона «Шут».

### В кинематографе
- Копьё Судьбы упоминается в 8 сезоне сериала Сверхъестественное. Его находит Дин, разбирая вещи Просвещённых.
- Копьё Лонгина упоминается в аниме «Евангелион» как мощный артефакт и единственное оружие, помимо позитронной пушки, способное пробить АТ-поле.
- Копьё Судьбы фигурирует в фильме Фрэнсиса Лоуренса «Константин: Повелитель тьмы» как орудие для освобождения сына дьявола и пропуска его на Землю.
- Копьё Судьбы является одним из артефактов, хранящихся в секретном архиве Ватикана в сериале «Демоны Да Винчи». С помощью него главный герой пронизывает латы солдата и стену позади него.
- Копьё Лонгина появляется в сериале «Борджиа» в качестве подарка еврейских купцов папе Александру VI за право торговать на территории Рима. Папа Борджиа проверяет его на подлинность, устроив «Суд Соломона».
- В фильме «Библиотекарь» фигурируют три части Копья Судьбы, которые, если объединить их в одно целое и пронзить кого-нибудь, передают жизненную силу убитого убийце.
- Копье Судьбы является предметом поиска во втором сезоне сериала «Легенды завтрашнего дня», способное изменять реальность.
- В телесериале «Леденящие душу приключения Сабрины» Люцифер упоминает Копьё Лонгина как единственный артефакт, способный причинить ему вред.
- В фильме «Индиана Джонс и Колесо судьбы» Индиана Джонс и его коллега Бэзил Шоу попадают в плен к нацистам при попытке вернуть Копьё Лонгина.